# مانويل كامبوس بينتو
مانويل كامبوس بينتو (14 ديسمبر 1948 بالبرتغال - ) هو لاعب كرة قدم برتغالي في مركز الدفاع. شارك مع منتخب البرتغال لكرة القدم. أما مع النوادي، فقد لعب مع فيتوريا دي غيماريش.

## وصلات خارجية
- مانويل كامبوس بينتو على موقع ناشيونال فوتبول تيمز (الإنجليزية)
- مانويل كامبوس بينتو على موقع عالم كرة القدم.نت (الإنجليزية)